# Franz Joseph von Roll von Emmenholz
Franz Joseph von Roll von Emmenholz (getauft am 10. Februar 1743 in Solothurn; † 10. Februar 1815 ebenda) war ein Schweizer Militär in französischen Diensten (Feldmarschall).

## Leben
Von Roll war katholisch und von Solothurn. Er war Sohn des Franz Viktor Augustin. 1765 heiratete er Maria Anna de Diesbach (de Torny), Tochter des Jean. 1796 heiratete er Maria Helena Arregger verwitwete Schwaller, Tochter des Josef Hermenegild Arregger von Wildensteg. Von Roll war Schwager von François de Diesbach, Frédéric de Diesbach und Philippe de Diesbach.
Von 1759 bis 1761 studierte er an der Adelsakademie Turin und machte eine Italienreise. Von 1765 bis 1798 war er Solothurner Grossrat. 1759 wurde er Fähnrich des Schweizer Garderegiments in Frankreich und wurde 1762 Leutnant, 1764 Hauptmann, 1768 Oberstleutnant in Kommission und 1772 Oberst. Ab 1778 war er Inhaber einer Kompanie im Schweizer Garderegiment, 1784 wurde er Brigadier und 1788 Feldmarschall. Von Rolls Verwandter Peter Viktor Besenval förderte offenbar seine steile Karriere, der die Französische Revolution ein Ende setzte. 1792 kehrte Von Roll nach Solothurn zurück und befasste sich mit der Grenzsicherung. Während der Helvetik zog er sich ins Privatleben zurück, wurde aber 1803–1814 nochmals Grossrat. 1784 wurde er Ritter des St.-Ludwig-Ordens.